# Кровил сир Дув
Кровил сир Дув (фр. Crosville-sur-Douve) насеље је и општина у северној Француској у региону Доња Нормандија, у департману Манш која припада префектури Шербур-Октевил.
По подацима из 2011. године у општини је живело 61 становника, а густина насељености је износила 15,02 становника/km². Општина се простире на површини од 4,06 km². Налази се на средњој надморској висини од 20 метара.

## Демографија
| 1962. | 1968. | 1975. | 1982. | 1990. | 1999. | 2011. |
| ----- | ----- | ----- | ----- | ----- | ----- | ----- |
| 89    | 95    | 77    | 67    | 48    | 58    | 61    |

График промене броја становника у току последњих година